# Губь
Губь — река в России, протекает в Пермском крае и Свердловской области.

## География
Берёт начало на территории Свердловской области; в среднем и нижнем течении протекает по территории Александровского района Пермского края. Устье реки находится в 272 км по левому берегу реки Яйва. Длина реки составляет 17 км, площадь водосборного бассейна — 120 км².

## Данные водного реестра
По данным государственного водного реестра России относится к Камскому бассейновому округу, водохозяйственный участок реки — Кама от города Березники до Камского гидроузла, без реки Косьва (от истока до Широковского гидроузла), Чусовая и Сылва, речной подбассейн реки — бассейны притоков Камы до впадения Белой. Речной бассейн реки — Кама.
Код объекта в государственном водном реестре — 10010100912111100007017.